# Santos Brasil Tennis Cup 2025 - Doppio
Il doppio del torneo di tennis professionistico Santos Brasil Tennis Cup 2025, facente parte della categoria Challenger 50 nell'ambito dell'ATP Challenger Tour 2025, si è giocato dal 5 all'11 maggio a Santos, in Brasile. Tra le coppie partecipanti erano assenti Roy Stepanov e Andrés Urrea, i detentori del titolo.
In finale Pedro Boscardin Dias e Gonzalo Villanueva hanno sconfitto Boris Arias e Federico Zeballos con il punteggio di 6–2, 6(3)–7, [10–7].

## Teste di serie
1. Boris Arias /  Federico Zeballos (finale)
2. Mateus Alves /  Luís Britto (primo turno)

1. Zdeněk Kolář /  Courtney John Lock (primo turno)
2. Arklon Huertas del Pino /  Conner Huertas del Pino (quarti di finale, ritirati)

## Wildcard
1. Breno Braga /  Victor Braga (primo turno)

1. Victor Remondy Pagotto /  João Vítor Scramin do Lago (quarti di finale)

## Tabellone

### Legenda
| - Q = Qualificato - WC = Wild card - LL = Lucky loser | - ALT = Alternate - SE = Special Exempt - PR = Protected Ranking | - w/o = Walkover - r = Ritirato - d = Squalificato |

|  | Primo turno | Primo turno                           | Primo turno                           | Primo turno | Primo turno |  |  | Quarti di finale | Quarti di finale                      | Quarti di finale                      | Quarti di finale               | Quarti di finale |   |     | Semifinali | Semifinali                    | Semifinali | Semifinali                              | Semifinali |    |      | Finale | Finale | Finale | Finale | Finale |  |
|  |             |                                       |                                       |             |             |  |  |                  |                                       |                                       |                                |                  |   |     |            |                               |            |                                         |            |    |      |        |        |        |        |        |  |
|  | 1           | B Arias F Zeballos                    | B Arias F Zeballos                    | 6           | 78          |  |  |                  |                                       |                                       |                                |                  |   |     |            |                               |            |                                         |            |    |      |        |        |        |        |        |  |
|  |             | L Aboian I Monzón                     | L Aboian I Monzón                     | 3           | 6           |  |  | 1                | B Arias F Zeballos                    | 3                                     | 6                              | [10]             |   |     |            |                               |            |                                         |            |    |      |        |        |        |        |        |  |
|  | WC          | B Braga V Braga                       | B Braga V Braga                       | 5           | 2           |  |  | WC               | V Remondy Pagotto J Scramin do Lago   | 6                                     | 0                              | [5]              |   |     |            |                               |            |                                         |            |    |      |        |        |        |        |        |  |
|  | WC          | V Remondy Pagotto J Scramin do Lago   | V Remondy Pagotto J Scramin do Lago   | 7           | 6           |  |  |                  |                                       |                                       |                                |                  |   |     | 1          | B Arias F Zeballos            | 4          | 6                                       | [10]       |    |      |        |        |        |        |        |  |
|  | 4           | A Huertas del Pino C Huertas del Pino | A Huertas del Pino C Huertas del Pino | 6           | 6           |  |  |                  |                                       |                                       | H Casanova S Rodríguez Taverna | 6                | 4 | [6] |            |                               |            |                                         |            |    |      |        |        |        |        |        |  |
|  |             | N Álvarez Varona N Sánchez Izquierdo  | N Álvarez Varona N Sánchez Izquierdo  | 3           | 4           |  |  | 4                | A Huertas del Pino C Huertas del Pino | A Huertas del Pino C Huertas del Pino | 3                              | r                |   |     |            |                               |            |                                         |            |    |      |        |        |        |        |        |  |
|  |             | R Olivo PA Saraiva dos Santos         | R Olivo PA Saraiva dos Santos         | 0           | 4           |  |  |                  | H Casanova S Rodríguez Taverna        | H Casanova S Rodríguez Taverna        | 6                              |                  |   |     |            |                               |            |                                         |            |    |      |        |        |        |        |        |  |
|  |             | H Casanova S Rodríguez Taverna        | H Casanova S Rodríguez Taverna        | 6           | 6           |  |  |                  |                                       |                                       |                                |                  |   |     | 1          | Boris Arias Federico Zeballos | 2          | 7                                       | [7]        |    |      |        |        |        |        |        |  |
|  |             | E Ribeiro G Roveri Sidney             | E Ribeiro G Roveri Sidney             | 7           | 7           |  |  |                  |                                       |                                       |                                |                  |   |     |            |                               |            | Pedro Boscardin Dias Gonzalo Villanueva | 6          | 63 | [10] |        |        |        |        |        |  |
|  |             | G Bueno Á Guillén Meza                | G Bueno Á Guillén Meza                | 5           | 5           |  |  |                  | E Ribeiro G Roveri Sidney             | E Ribeiro G Roveri Sidney             | 1                              | 4                |   |     |            |                               |            |                                         |            |    |      |        |        |        |        |        |  |
|  |             | P Boscardin Dias G Villanueva         | P Boscardin Dias G Villanueva         | 6           | 7           |  |  |                  | P Boscardin Dias G Villanueva         | P Boscardin Dias G Villanueva         | 6                              | 6                |   |     |            |                               |            |                                         |            |    |      |        |        |        |        |        |  |
|  | 3           | Z Kolář CJ Lock                       | Z Kolář CJ Lock                       | 0           | 62          |  |  |                  |                                       |                                       |                                |                  |   |     |            | P Boscardin Dias G Villanueva | 4          | 6                                       | [10]       |    |      |        |        |        |        |        |  |
|  |             | M Pucinelli de Almeida P Sakamoto     | M Pucinelli de Almeida P Sakamoto     | 5           | 4           |  |  |                  |                                       |                                       | LJ Rodríguez F Roncadelli      | 6                | 1 | [2] |            |                               |            |                                         |            |    |      |        |        |        |        |        |  |
|  |             | I Carou JC Prado Ángelo               | I Carou JC Prado Ángelo               | 7           | 6           |  |  |                  | I Carou JC Prado Ángelo               | I Carou JC Prado Ángelo               | 4                              | 65               |   |     |            |                               |            |                                         |            |    |      |        |        |        |        |        |  |
|  |             | LJ Rodríguez F Roncadelli             | 1                                     | 6           | [10]        |  |  |                  | LJ Rodríguez F Roncadelli             | LJ Rodríguez F Roncadelli             | 6                              | 7                |   |     |            |                               |            |                                         |            |    |      |        |        |        |        |        |  |
|  | 2           | M Alves L Britto                      | 6                                     | 1           | [5]         |  |  |                  |                                       |                                       |                                |                  |   |     |            |                               |            |                                         |            |    |      |        |        |        |        |        |  |